# Réclère
Réclère is een plaats en voormalige gemeente in het Zwitserse kanton Jura, en maakt deel uit van het district Porrentruy.
Réclère telt 190 inwoners.

## Geschiedenis
Op 1 januari 2009 fuseerde Réclère met Chevenez, Damvant en Roche-d'Or tot de de gemeente Haute-Ajoie.